# Фриснер, Йоханнес
Йоха́ннес Фри́снер (нем. Johannes Frießner; 22 марта 1892, Хемниц, Саксония — 26 июня 1971, Бад-Райхенхалль, Бавария) — немецкий военачальник, участник Первой и Второй мировых войн, генерал-полковник (1 июля 1944)

## Биография
С марта 1911 года на военной службе, в сухопутных войсках. Участвовал в Первой мировой войне.
После заключения Версальского мирного договора 1919 года оставлен в Рейхсвере.
С марта 1938 года начальник штаба инспекции военных школ, с сентября 1939 года инспектор армии резерва по боевой подготовке.
1 августа 1940 года Фриснеру присваивается звание генерал-майора.
С 1 мая 1942 года командир 102-й пехотной дивизии, ведущей ожесточенные бои на Восточном фронте.
Получив 1 октября 1942 года звание генерал-лейтенанта, Фризнер вскоре назначается командиром 23-го армейского корпуса, которым прокомандовал с 19 января по 11 декабря 1943 года, после чего получил приказ возглавить 4-ю армию. С февраля 1944 года уже командовал армейской группой «Фризнер», действовавшей на территории Прибалтики.
1 апреля 1944 года Фриснер производится в звание генерала пехоты, 9 апреля награждается Дубовыми Листьями к Рыцарскому кресту.
1 июля Фриснеру присваивается очередное звание — генерал-полковник, за ним следует очередное назначение — командир Группы армий «Север» (16-я армия под командованием генерала Г. Хансена и 18-я армия под командованием генерала Герберта Лоха).
25 июля 1944 года Фриснер переводится на юг — командовать группой армий «Южная Украина», которая в сентябре того же года была преобразована в группу армий «Юг». На этом участке Восточного фронта части генерал-полковника отчаянно сопротивлялись продвижению советского 2-го Украинского фронта под командованием маршала Малиновского, но всё было тщетно, и в декабре 1944 года Фриснер был снят с поста командующего и отправлен в резерв. Гитлер резко критиковал неудачи Фриснера и его армий. До конца войны не назначался на командные должности.
В мае 1945 года арестован американскими военнослужащими, в ноябре 1947 года освобожден.
В 1951 году Фриснер избирается председателем «Комитета немецких солдат». В начале 1950-х годов принимал самое активное участие по консультированию в вопросах создания новой немецкой армии — Бундесвера.

## Литературные труды
В 1956 году опубликовал свои мемуары «Преданные сражения» (нем. Verratene Schlachten), (по идеологическим соображениям, это название перевели на русский как «Проигранные сражения»), которые были переведены на многие языки, в том числе на русский в 1966 году. Переизданы в России в 2013 году (Преданные сражения. — М.: Алгоритм, 2013. — 328 с. — ISBN 978-5-4438-0270-1).
Скончался Йоханнес Фриснер 26 июня 1971 года в курортном баварском городке Бад-Райхенхалль.

## Награды
- Железный крест 2-го класса (15 сентября 1914) (Королевство Пруссия)
- Железный крест 1-го класса (19 сентября 1916)
- Орден Прусской короны 4-го класса (Королевство Пруссия)
- Военный орден Святого Генриха рыцарский крест (Королевство Саксония)
- Орден Заслуг рыцарский крест 2-го класса с мечами (Королевство Саксония)
- Орден Альбрехта рыцарский крест 2-го класса с мечами (Королевство Саксония)
- Нагрудный знак «За ранение» (1918) чёрный
- Почётный крест Первой мировой войны 1914/1918 с мечами (1934)
- Пряжка к Железному кресту (1939) 2-го класса (27 июля 1942)
- Пряжка к Железному кресту (1939) 1-го класса (21 августа 1942)
- Немецкий крест в золоте (9 июня 1943)
- Рыцарский крест Железного креста с дубовыми листьями
  - рыцарский крест (23 июля 1943)
  - дубовые листья (№ 445) (9 апреля 1944)
- Крест «За военные заслуги» 2-го и 1-го класса с мечами
- Упоминался в «Вермахтберихт» (29 ноября 1944)